# Vuelta a España 2004
Die 59. Vuelta a España wurde vom 4. September bis zum 26. September 2004 ausgetragen. Nach 21 Etappen mit einer Gesamtlänge von 3034 Kilometern gewann Roberto Heras knapp vor Santiago Pérez.
Nach dem Auftaktsieg im Mannschaftszeitfahren prägte US Postal die erste Hälfte des Rennens maßgeblich, in dem vier Fahrer des Teams (Floyd Landis, Max van Heeswijk, Benoît Joachim und Manuel Beltrán) nacheinander das goldene Trikot des Spitzenreiters tragen konnten.
Auf der 12. Etappe übernahm Titelverteidiger Roberto Heras mit einem Etappensieg bei der Bergankunft in Calar Alto die Führung in der Gesamtwertung, die er bis zum Ende verteidigte. Nach der letzten Etappe betrug sein Vorsprung auf den Zweitplatzierten Santiago Pérez noch 30 Sekunden. Pérez, der vor dieser Rundfahrt kaum in Erscheinung getreten war und nach 12 Etappen noch einen Rückstand von über 4 Minuten hatte, avancierte mit 3 Etappensiegen zur Entdeckung der Vuelta. Wenig später wurde er jedoch des Dopings (Bluttransfusion) überführt.
Der Sprinter Alessandro Petacchi konnte 4 Etappen für sich entscheiden.
Das überragende Team war Comunidad Valenciana-Kelme, das 4 verschiedene Etappensieger stellte, die Teamwertung gewann und 3 Fahrer unter die ersten 10 der Gesamteinzelwertung bringen konnte.

## Etappen
| Etappe     | Tag           | Start – Ziel                                  | km         | Etappensieger            | Gesamtwertung    |
| ---------- | ------------- | --------------------------------------------- | ---------- | ------------------------ | ---------------- |
| 1. Etappe  | 4. September  | León                                          | 27,7 (MZF) | US Postal                | Floyd Landis     |
| 2. Etappe  | 5. September  | León – Burgos                                 | 207        | Alessandro Petacchi      | Max van Heeswijk |
| 3. Etappe  | 6. September  | Burgos – Soria                                | 157,1      | Alejandro Valverde       | Benoît Joachim   |
| 4. Etappe  | 7. September  | Soria – Saragossa                             | 167,5      | Alessandro Petacchi      | Benoît Joachim   |
| 5. Etappe  | 8. September  | Saragossa – Morella                           | 186,5      | Denis Menschow           | Manuel Beltrán   |
| 6. Etappe  | 9. September  | Benicarló – Castellón de la Plana             | 157,0      | Óscar Freire             | Manuel Beltrán   |
| 7. Etappe  | 10. September | Castellón de la Plana – Valencia              | 170,0      | Alessandro Petacchi      | Manuel Beltrán   |
| 8. Etappe  | 11. September | Almussafes – Almussafes                       | 40,1 (EZF) | Tyler Hamilton           | Floyd Landis     |
| 9. Etappe  | 12. September | Játiva – Alto de Aitana                       | 162,0      | Leonardo Piepoli         | Floyd Landis     |
| 10. Etappe | 13. September | Alcoy – Xorret de Catí                        | 174,5      | Eladio Jiménez           | Floyd Landis     |
| 11. Etappe | 14. September | San Vicente del Raspeig – Caravaca de la Cruz | 165,8      | David Zabriskie          | Floyd Landis     |
| Ruhetag    |               |                                               |            |                          |                  |
| 12. Etappe | 16. September | Almería – Calar Alto                          | 145,0      | Roberto Heras            | Roberto Heras    |
| 13. Etappe | 17. September | El Ejido – Málaga                             | 172,4      | Alessandro Petacchi      | Roberto Heras    |
| 14. Etappe | 18. September | Málaga – Granada                              | 167,0      | Santiago Pérez           | Roberto Heras    |
| 15. Etappe | 19. September | Granada – Sierra Nevada                       | 29,6 (EZF) | Santiago Pérez           | Roberto Heras    |
| Ruhetag    |               |                                               |            |                          |                  |
| 16. Etappe | 21. September | Olivenza – Cáceres                            | 190,1      | José Julia               | Roberto Heras    |
| 17. Etappe | 22. September | Plasencia – La Covatilla                      | 169,8      | Félix Cárdenas           | Roberto Heras    |
| 18. Etappe | 23. September | Béjar – Ávila                                 | 196,6      | Javier Pascual Rodríguez | Roberto Heras    |
| 19. Etappe | 24. September | Ávila – Collado Villalba                      | 142,0      | Constantino Zaballa      | Roberto Heras    |
| 20. Etappe | 25. September | Alcobendas – Navacerrada                      | 178,0      | José Enrique Gutiérrez   | Roberto Heras    |
| 21. Etappe | 26. September | Madrid                                        | 28,2 (EZF) | Santiago Pérez           | Roberto Heras    |